# 姜恩珠
姜恩珠（1995年2月1日—），朝鲜女子射箭运动员，2013年开始参加国际比赛，2018年亚洲运动会混合团体反曲弓银牌得主、2019年世界军人运动会女子团体反曲弓铜牌得主。